# PTE Szociális és Egészségügyi Szakképző Iskola
A Pécsi Szociális és Egészségügyi Szakgimnázium és Szakközépiskola és jogelődjei 1945 óta működnek, többszöri struktúraváltás után, ma a Pécsi Tudományegyetem fenntartásával működik, így a neve PTE Szociális és Egészségügyi Szakképző Iskola lett, röviden SZESZI. 2016 szeptember 1-től a törvényi módosításoknak megfelelően az iskola neve PTE Szociális és Egészségügyi Szakgimnázium és Szakközépiskola lett.

## Történet
Az iskolát 1945-ben alapították, Pécsi Szociális és Egészségügyi Szakképző Iskola néven. 1975-ig érettségire épülő ápoló-, gyermekápoló-, és szülésznőképzés folyt az iskolában, bentlakásos rendszerben. Ekkor az oktatás a pécsi Mária utcában folyt.
Ezt követően megkezdődött az általános ápoló és általános asszisztens képzés, az általános iskolát befejezettek számára, ezzel párhuzamosan működött, a már dolgozó felnőttek munka melletti képzése is.

1995-ig az oktatás szakiskolai formában történt.
Ez után - az országban az elsők között-  kezdte iskola az európai normáknak megfelelő tananyag alapján az OKJ szerinti egészségügyi szakképzést. Az Egészségügyi Minisztérium felépítésének módosulásával az oktatási formák egészségügyi és szociális képzésre módosultak.
2008. szeptember 1-jétől a fenntartói jogokat a Pécsi Tudományegyetem Egészségtudományi Kara gyakorolja, ettől kezdve az iskola a Berek utca 15. szám alatt lévő épületben folytatja tevékenységét. Jelenleg az Országos képzési jegyzékben szereplő szakok képzése mellett szakgimnáziumi osztályok is tanulnak az intézményben. Az első érettségizők 2018. májusában vizsgáznak.

## Külkapcsolatok
Az iskola több európai város hasonló profilú intézetével tart szoros együttműködést, jórészt a Leonardo da Vinci program keretein belül, mely az Európai Bizottság támogatásával valósul meg.

### Finnország
1996 óta szakmai kapcsolat működik Lahti város szociális és egészségügyi szakképző iskolájával (Lahden Sosiaali- ja Terveysalan Oppilaitos). A kapcsolat keretében főként diák-, de 2001-től már tanárlátogatások is létrejöhetnek egy pályázat eredményeként.

### Ausztria
Szintén 1996-ban indult cserekapcsolat a grazi egészségügyi szakképző iskolával (Schule für allgemeine Gesundheits- und Krankenpflege Graz), 2002-től pedig kölcsönös diákcsere programokra van lehetőség.

### Németország
1997-ben a Baranya Megyei Kórház orvosainak köszönhetően vette fel az iskola a kapcsolatot az altöttingi egészségügyi szakképző iskolával, mely azóta több kisebb egészségügyi oktatási intézménnyel fuzionált. Kölcsönös tanulmányi utak, diákcserék folynak a két intézmény között.

## Külső hivatkozások
- Hivatalos weboldal
- PTE Szociális és Egészségügyi Szakképző Iskola a Facebookon
- A grazi egészségügyi szakképző iskola honlapja
- Az altöttingi egészségügyi szakképző iskola honlapja